# مايك جاكسون (لاعب كرة قاعدة أمريكي)
مايك جاكسون (بالإنجليزية: Mike Jackson)‏ هو لاعب كرة قاعدة أمريكي، ولد في 27 مارس 1946 في باترسون في الولايات المتحدة.

## وصلات خارجية
- مايك جاكسون (لاعب كرة قاعدة أمريكي) على موقع دوري كرة القاعدة الرئيسي (الإنجليزية)
- مايك جاكسون (لاعب كرة قاعدة أمريكي) على موقعبيزبول رفرنس.كوم (الدوري الرئيسي) (الإنجليزية)
- مايك جاكسون (لاعب كرة قاعدة أمريكي) على موقعبيزبول رفرنس.كوم (الدوري الثانوي) (الإنجليزية)